# Jimmy McRae
Jimmy McRae, né le 28 octobre 1943 et résident à Lanark, est un pilote automobile britannique de rallyes.

## Biographie
Il est le père de Colin McRae, et de Alister.
Il a participé à 20 épreuves du WRC, essentiellement de 1982 à 1989 (marquant 56 points au championnat), sur Vauxhall, Opel, et Austin Rover, et à 36 autres épreuves comptant pour l'ERC, essentiellement de 1982 à 1993.
En septembre 2008, il participe sur Porsche 911 au Colin McRae Forest Stages Rally, organisé en mémoire de son fils et petit-fils décédés l'année précédente.

## Palmarès

### Titres
- Quintuple Champion d'Angleterre des rallyes (BRC): 1981, 1982 et 1984 sur Opel Ascona 400 puis Opel Manta 400, 1987 et 1988 sur Ford Sierra RS Cosworth;
- Double Champion d'Irlande des rallyes: 1980 sur Vauxhall Chevette HSR et 1981 sur Opel Ascona 400;
- Vice-champion d'Europe des rallyes: 1982, sur Opel Ascona 400.

### Podiums en WRC
- 3e du RAC Rally: 1983 et 1987;

### 9 victoires en ERC
- Rallye international du Valais: 1981;
- Rallye BP Galway: 1982;
- Circuit d'Irlande: 1982;
- Rallye Halkidikis: 1982;
- Rallye de l'île de Man: 1982, 1984, et 1987;
- Rallye de Chypre: 1983;
- 24 Heures d'Ypres: 1987.

### Autres victoires
- Rallye Audi Sport: 1980 (copilote Mike Nicholson[1]);
- Cork 20 Rally: 1980 (Vauxhall Chevette HSR);
- Donegal International Rally (Irlande): 1980 (sur Vauxhall Chevrette HSR);
- Roger Albert Clark Rally (RAC Rally Historique): 2006.

## Récompenses
- Gregor Grant Award: 2012.